# Boro la petite chenille
Boro la petite chenille (毛虫のボロ, Kemushi no Boro) est un court métrage d'animation japonais écrit et réalisé par Hayao Miyazaki pour le musée Ghibli. Il est présenté en avant-première au musée le 21 mars 2018.
Le court métrage est présenté uniquement au musée Ghibli. L'histoire est celle d'une chenille récemment éclose, nommée Boro, qui fait ses premiers pas dans le monde.

## Production
L'origine de Boro la petite chenille provient de croquis que Miyazaki a réalisés en 1995. Miyazaki évoque d'abord Boro comme une idée potentielle de film, mais le producteur de Ghibli, Toshio Suzuki, préoccupé par la difficulté de réaliser un long métrage sans personnages humains, lui propose plutôt de réaliser Princesse Mononoké.
Après la sortie du film Le vent se lève en 2013, Miyazaki annonce sa retraite. Cependant, sentant que Miyazaki souhaite toujours travailler sur certains projets, Suzuki lui propose de créer un court métrage à partir de son idée sur Boro. En 2015, Miyazaki décide de sortir de sa retraite pour travailler sur un court métrage d'une dizaine de minutes destiné à être projeté exclusivement au musée Ghibli. Miyazaki décrit l'intrigue de Boro comme étant « l'histoire d'une chenille minuscule et poilue, si minuscule qu'elle peut être facilement écrasée entre vos doigts ».
Bien que Miyazaki ait déjà incorporé des images de synthèse dans des films antérieurs, dessinés à la main, comme Le Voyage de Chihiro, Boro la petite chenille constitue sa première œuvre entièrement générée par ordinateur,. Suzuki a suggéré à Miyazaki de travailler en utilisant des images de synthèse, estimant que « le défi d'une nouvelle technique pourrait [lui] donner un nouvel élan ». Miyazaki a lui-même déclaré : « J'ai des idées que je ne suis peut-être pas capable de dessiner à la main, et [les images de synthèse] peuvent être un moyen de les réaliser — c'est ce que j'espère. C'est une nouvelle technologie ». Si Suzuki lui a donné le choix, Miyazaki a opté pour une équipe d'animateurs CGI japonais plutôt que de travailler avec Pixar sous la direction de John Lasseter, car il est impossible de parler japonais avec ces derniers. Le 21 septembre 2015, l'animateur CG Yuhei Sakuragi annonce qu'il va aider Miyazaki à terminer Boro. La production du film est partiellement documentée dans le documentaire Never-Ending Man: Hayao Miyazaki, produit par NHK et diffusé en 2016.
L'animateur de télévision et comédien japonais Tamori a fourni toutes les voix et les effets sonores de Boro la petite chenille,. La chanson au piano à la fin du court métrage est interprétée par Joe Hisaishi, collaborateur de longue date de Ghibli.

## Sortie
Toshio Suzuki déclare dans un premier temps que la sortie de Boro la petite chenille doit avoir lieu en juillet 2017, mais la première a finalement lieu au musée Ghibli le 21 mars 2018.